# Colin Braun
Colin Braun, född den 22 september 1988 i Ovalo, Texas är en amerikansk racerförare.